# Joanna d’Arc
Joanna d’Arc (właśc. Jehanne d'Arc, w uwspółcześnionej pisowni fr. Jeanne d’Arc, wym. /ʒan daʁk/), znana także jako Dziewica Orleańska (ur. prawdopodobnie 6 stycznia 1412 w Domrémy-la-Pucelle, zm. 30 maja 1431 w Rouen) – francuska bohaterka narodowa, święta Kościoła katolickiego, patronka Francji. Podczas wojny stuletniej walnie przyczyniła się do kilku ważnych zwycięstw armii francuskiej, twierdząc, że działa kierowana przez Boga. Pośrednio przyczyniła się do koronacji Karola VII. Została schwytana przez Burgundczyków i przekazana Anglikom, osądzona przez sąd kościelny i spalona na stosie w wieku 19 lat. 24 lata później papież Kalikst III dokonał rewizji decyzji sądu kościelnego. Uniewinnił ją i określił przeprowadzony w Rouen proces jako sprzeczny z prawem. Została beatyfikowana w 1909 roku i kanonizowana w 1920.
Joanna twierdziła, że otrzymała widzenie od Boga, podczas którego dostała polecenie wyzwolenia ojczyzny spod panowania angielskiego. Chcąc wypróbować jej prawdomówność, niekoronowany król Karol VII wysłał ją do oblężonego Orleanu. Po doprowadzeniu do zniesienia oblężenia miasta w ciągu zaledwie dziewięciu dni uzyskała powszechny szacunek i przezwyciężyła lekceważącą postawę weteranów. Kilka kolejnych zwycięstw doprowadziło do koronacji Karola VII w Reims i rozstrzygnęło spór o sukcesję tronu Francji.
Dekretem 11 marca 1922 papież Pius XI ustanowił św. Joannę d’Arc jako drugorzędną (po Najświętszej Marii Pannie Wniebowziętej) patronkę Francji.

## Tło historyczne

Francja na początku działalności Joanny d’Arc. Kropka oznaczająca Paryż jest w centrum regionu będącego pod kontrolą angielsko-burgundzką. Reims leży na północny wschód od Paryża.

Historyk Kelly DeVries tak opisuje okres poprzedzający pojawienie się Joanny d’Arc na froncie wojny francusko-angielskiej: „Jeżeli cokolwiek mogło zniechęcać ją, to był to stan Francji w roku 1429”. Wojna stuletnia rozpoczęła się w 1337 r. jako spór o sukcesję francuskiego tronu. Podczas jej trwania zdarzały się krótkie okresy względnego pokoju. Prawie wszystkie walki miały miejsce we Francji. Anglicy wykorzystywali taktykę spalonej ziemi, wyniszczającą gospodarkę francuską. Kupcy francuscy zostali odcięci od rynków zagranicznych, a ludność Francji, nie doszedłszy do siebie po epidemii czarnej śmierci z poprzedniego wieku, ponownie musiała znosić ogromne cierpienia. Już na początku kampanii Anglicy niemalże osiągnęli swój cel i niewiele brakowało, aby cała Francja znalazła się pod ich kontrolą. Wojska francuskie przez lata nie odniosły większych zwycięstw. DeVries podsumowuje to tak: „królestwo Francji nie było nawet cieniem swego trzynastowiecznego pierwowzoru”.
W momencie narodzin Joanny d’Arc królem Francji był Karol VI, często cierpiący na napady szaleństwa i z tego powodu nie będący w stanie rządzić. Miał pięciu synów, z których czterech zmarło. Przy życiu pozostał tylko najmłodszy, jednak nie był on jedynym pretendentem do korony. W rachubę wchodzili jeszcze brat króla – Ludwik Orleański, książę Orleanu, oraz kuzyn króla – Jan bez Trwogi, książę Burgundii. Pretendenci pokłócili się o opiekę nad królewskimi dziećmi. Spór nasiliły oskarżenia o pozamałżeński romans Ludwika Orleańskiego z królową Francji Izabelą Bawarską i porwanie królewskich dzieci. Konflikt doszedł do szczytu po zabójstwie w 1407 roku księcia Orleanu, na zamówienie księcia Burgundii. Frakcję lojalną wobec Ludwika Orleańskiego nazywano Armaniakami, natomiast zwolenników Jana bez Trwogi – Burgundczykami.
Angielski król Henryk V skorzystał z tego konfliktu i dokonał inwazji na Francję, w 1415 r. zwyciężając w bitwie pod Azincourt wojska francuskie i zdobywając północne miasta Francji.
Wobec niepoczytalności ojca Karol VII w wieku 14 lat przyjął tytuł delfina. Jego pierwszym znaczącym aktem urzędowym było zawarcie w 1419 r. traktatu pokojowego z Burgundią. Podczas spotkania, którego pokojowy przebieg miał gwarantować Karol VII, partyzanci armaniaccy zamordowali Jana bez Trwogi. Nowy książę Burgundii Filip III Dobry oskarżył o to zabójstwo Karola i wszedł w sojusz z Anglikami.
W roku 1420 królowa Francji Izabela Bawarska zawarła traktat w Troyes, udzielając królewskiej sukcesji Henrykowi V, królowi Anglii, i jego spadkobiercom zamiast swemu synowi Karolowi VII. Umowa ta odnowiła pogłoski o jej rzekomym romansie z księciem Orleanu. Karol VI i Henryk V zmarli w roku 1422. Nominalnym monarchą obu królestw (Anglii i Francji) został w wieku niemowlęcym Henryk VI Lancaster, a regentem brat Henryka V – Jan Lancaster, pierwszy książę Bedfordu.
Z początkiem roku 1429 prawie wszystkie tereny północnej i niektóre części południowej Francji znalazły się pod kontrolą angielską i burgundzką. Anglicy rządzili Paryżem, natomiast Burgundczycy kontrolowali Reims. To ostatnie miasto, tradycyjne miejsce koronacji francuskich władców, było szczególnie ważne, bowiem żaden z pretendentów do tronu nie został namaszczony. Anglicy oblegli Orlean, jedyne lojalne wobec Francji miasto na północy kraju. Strategicznie położone nad Loarą, było ostatnią przeszkodą na drodze do przejęcia terytorium pozostającego w rękach francuskich. Wedle słów jednego ze współczesnych historyków: „Los całego królestwa zawisł na losie Orleanu”. Nikt nie wierzył, że miasto może długo wytrzymać oblężenie.

## Życiorys

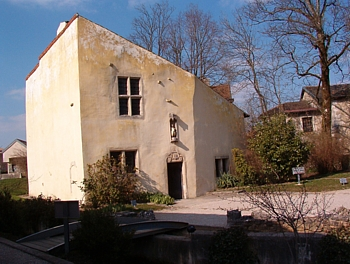
Miejsce urodzenia Joanny d’Arc przekształcono w muzeum. Wiejski kościół, gdzie uczęszczała na mszę, znajduje się za drzewami, po prawej stronie.

Joanna była córką Jacques’a z Ars i Izabeli Romee w Domrémy, wsi wówczas leżącej w księstwie Bar (później dołączonej do prowincji Lotaryngia i przemianowanej na Domrémy-la-Pucelle). Rodzice Joanny byli właścicielami około 50 akrów (20 ha) ziemi. Nie wystarczało to na utrzymanie rodziny, więc jej ojciec uzupełniał dochody dodatkową pracą jako wiejski urzędnik. Ich okolica, znajdująca się na północno-wschodnim skrawku terytorium Francji, mimo że zewsząd otoczona przez ziemie burgundzkie, wciąż pozostawała wierna koronie francuskiej. Teren ten ustawicznie nękały najazdy Burgundczyków i raz wieś Domrémy została spalona.
Joanna w rodzinie otrzymała głębokie wychowanie religijne. Była nadzwyczaj pobożnym i ponad swój wiek poważnym dzieckiem. W trzynastym roku życia złożyła ślub dziewictwa. Na procesie zeznała, że ma 19 lat, a więc można przypuszczać, iż urodziła się w roku 1412. Zeznała również, że swoje pierwsze widzenia miała w wieku 12 lat, gdy była sama na polu. Mówiła, że płakała, gdy głosy odeszły, gdyż były bardzo piękne. Podczas procesu relacjonowała, że święty Michał Archanioł, święta Katarzyna i święta Małgorzata powiedzieli jej, iż Bóg chce wypędzić Anglików z ziem francuskich i doprowadzić Delfina do Reims, aby tam koronować go na króla Francji.
W wieku 16 lat poprosiła krewnego Duranda Lassois, aby zaprowadził ją do pobliskiego Vaucouleurs, gdzie u dowódcy garnizonu, hrabiego Roberta de Baudricourta, złożyła wniosek o zgodę na wizytę na francuskim dworze królewskim w Chinon. Sarkastyczna odpowiedź Baudricourta nie odstraszyła Joanny. Wróciła w styczniu następnego roku, tym razem uzyskując wsparcie dwóch mężczyzn o wysokiej pozycji: Jeana de Metz i Bertranda de Poulengy. Przy ich poparciu dostała się na drugą rozmowę do Roberta de Baudricourta, w sam dzień bitwy pod Rouvray. Joanna powiedziała mu: „W imię Boga, zbyt się ociągasz z wyprawieniem mnie, gdyż dziś szlachetny Delfin poniósł ciężką stratę niedaleko Orleanu; będzie z nim gorzej, jeżeli mnie do niego nie wyślesz”. Po chwili przepowiednia o ciężkiej porażce Karola VII okazała się prawdą, w tej sytuacji dowódca garnizonu przyznał jej eskortę, tak by bezpiecznie dotarła do Chinon.

### Dojrzewanie
Joanna d’Arc odbyła podróż przez wrogie terytorium w męskim przebraniu. Na dworze w Chinon, podczas prywatnej audiencji, zrobiła ogromne wrażenie na królu Francji Karolu VII. Tymczasem przygotowania finansowane przez teściową Karola, Jolantę Aragońską, do wyprawy mającej wyzwolić Orlean z oblężenia miały się ku końcowi. Joanna złożyła petycję o zezwolenie na wyjazd z wojskiem i o ekwipunek żołnierski. Swój udział uzależniła od otrzymania: pancerza, konia, miecza, sztandaru i świty. Według relacji, jej zbroja i koń były białe.

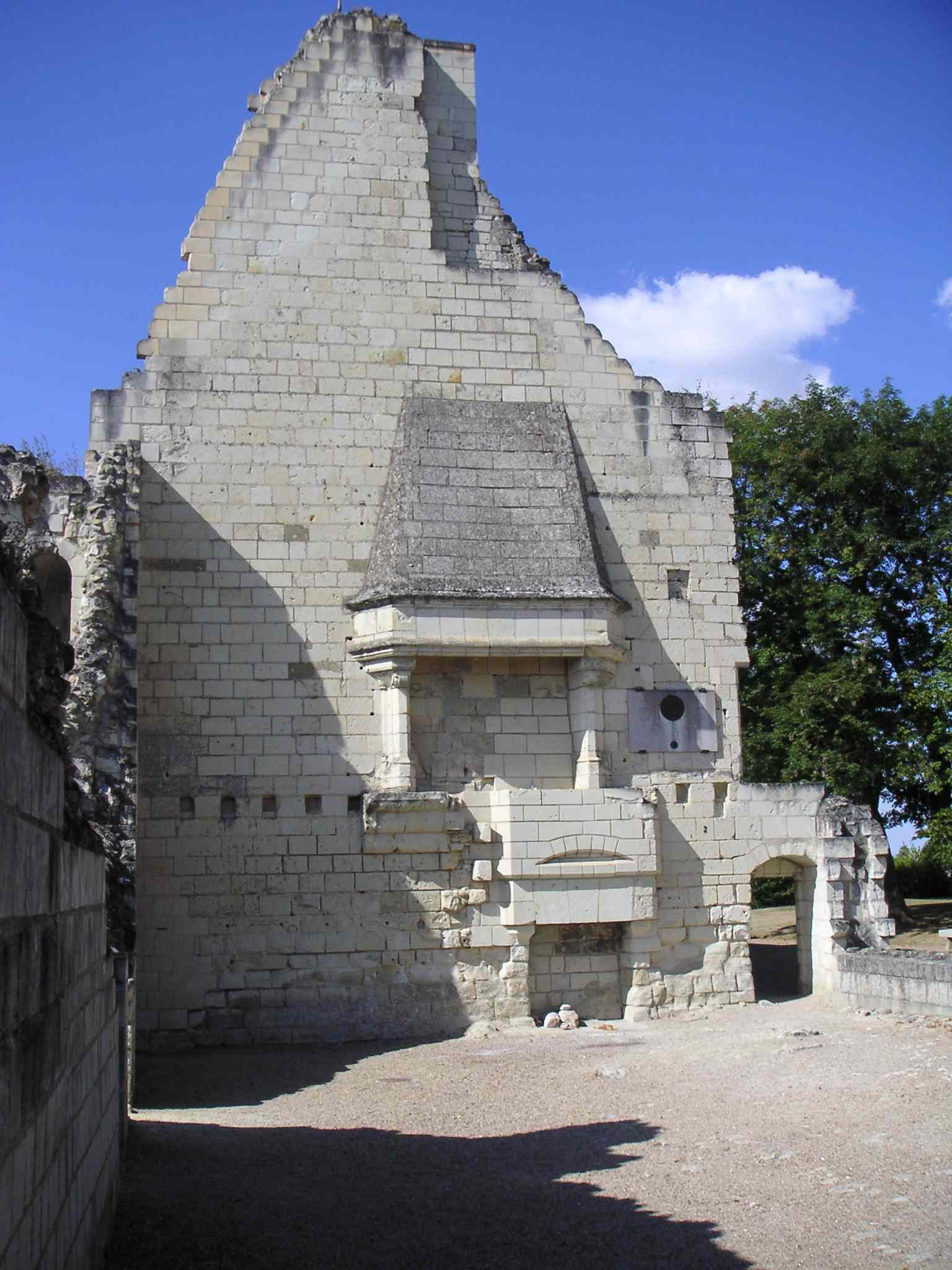
Ruiny wielkiego dworu w Chinon, gdzie spotkała króla Karola VII. Jedyna pozostała z zamku wieża, stała się również muzeum poświęconym Joannie d’Arc.

Historyk Stephen W. Richey wyjaśnia, że osoba Joanny była jedynym źródłem nadziei dla kraju, który chylił się ku upadkowi: „Po latach upokarzających porażek, jedna po drugiej, zarówno wojskowi, jak i cywilni przywódcy Francji byli zniechęceni i skompromitowani”. Gdy Delfin Karol VII zgodził się, po usilnych prośbach Joanny, przygotować na wojnę i wyruszyć na czele swej armii, jego decyzja musiała wynikać ze świadomości, iż wszystkie możliwe rozwiązania już zostały wypróbowane i zakończyły się niepowodzeniem. Tylko kraj w ostatecznej desperacji zaufałby analfabetce z niewielkiej wsi twierdzącej, że głos Boga nakazuje jej przejąć dowództwo nad wojskiem i poprowadzić je do upragnionego zwycięstwa nad wrogiem.
Przyjazd Joanny d’Arc skutecznie obrócił konflikt angielsko-francuski w wojnę religijną.
Doradcy Karola obawiali się, że dopóki wiara Joanny nie będzie potwierdzona ponad wszelką wątpliwość i nie znikną wątpliwości, czy nie jest ona heretyczką albo czarownicą, wrogowie Karola VII mogą twierdzić, że jego królestwo jest darem diabła. Aby zapobiec takiemu obrotowi sprawy, Delfin rozkazał dochodzenie jej prawdomówności i teologiczne badania w celu sprawdzenia jej moralności w Poitiers. W kwietniu 1429 roku komisja śledcza orzekła, że Joanna „prowadziła nienaganny tryb życia, jest dobrą chrześcijanką obdarzoną cnotą pokory, jest uczciwa i prosta”. Teologowie z Poitiers nie osądzili, czy inspiracja, z której działa jest Boska czy też nie, ale poinformowali Delfina o „korzystnym domniemaniu” Boskiej natury jej misji. To orzeczenie uwiarygodniło całkowicie Joannę w oczach Karola, mimo to teologowie z Poitiers stwierdzili, że mają jeszcze obowiązek poddać Joannę próbie. „Zwątpić w nią lub pozostawić ją bez podejrzenia o zło byłoby wyparciem się Ducha Świętego i stanie się niegodnym pomocy bożej” oświadczyli. Ostatecznym sprawdzianem jej prawdomówności miał stać się los oblężonego Orleanu.
Joanna d’Arc przybyła pod Orlean 29 kwietnia 1429 roku, lecz Jan Orleański, pełniący obowiązki wodza armii, początkowo lekceważąco wyłączył Joannę z rady wojennej. Następnie nie poinformował jej o kolejnej bitwie wojsk francuskich z angielskimi. Joanna nie poddała się i była obecna na głównych radach i bitwach. Zakres jej rzeczywistego przywództwa wojskowego jest przedmiotem debaty historycznej. Tradycyjni historycy, tacy jak Edouard Perroy, wnioskują, że była ona zwykłym przewodnikiem wojska, wpływającym głównie na morale armii. Tego typu analizy oparte są głównie na jej zeznaniach w trakcie procesu ją potępiającego, gdzie oświadczyła, że wolała bardziej swój sztandar niż miecz. Część analiz opartych na zeznaniach z procesu rehabilitacyjnego temu przeczy. Jak pisze Kelly DeVries, można tam przeczytać, że niektórzy oficerowie doceniali ją jako taktyka i stratega, zwłaszcza jej zdolność do zwoływania i gromadzenia oddziałów. W obu przypadkach historycy zgadzają się, że armia odnosiła niezwykłe sukcesy w czasie jej krótkiej kariery.

### Przywództwo

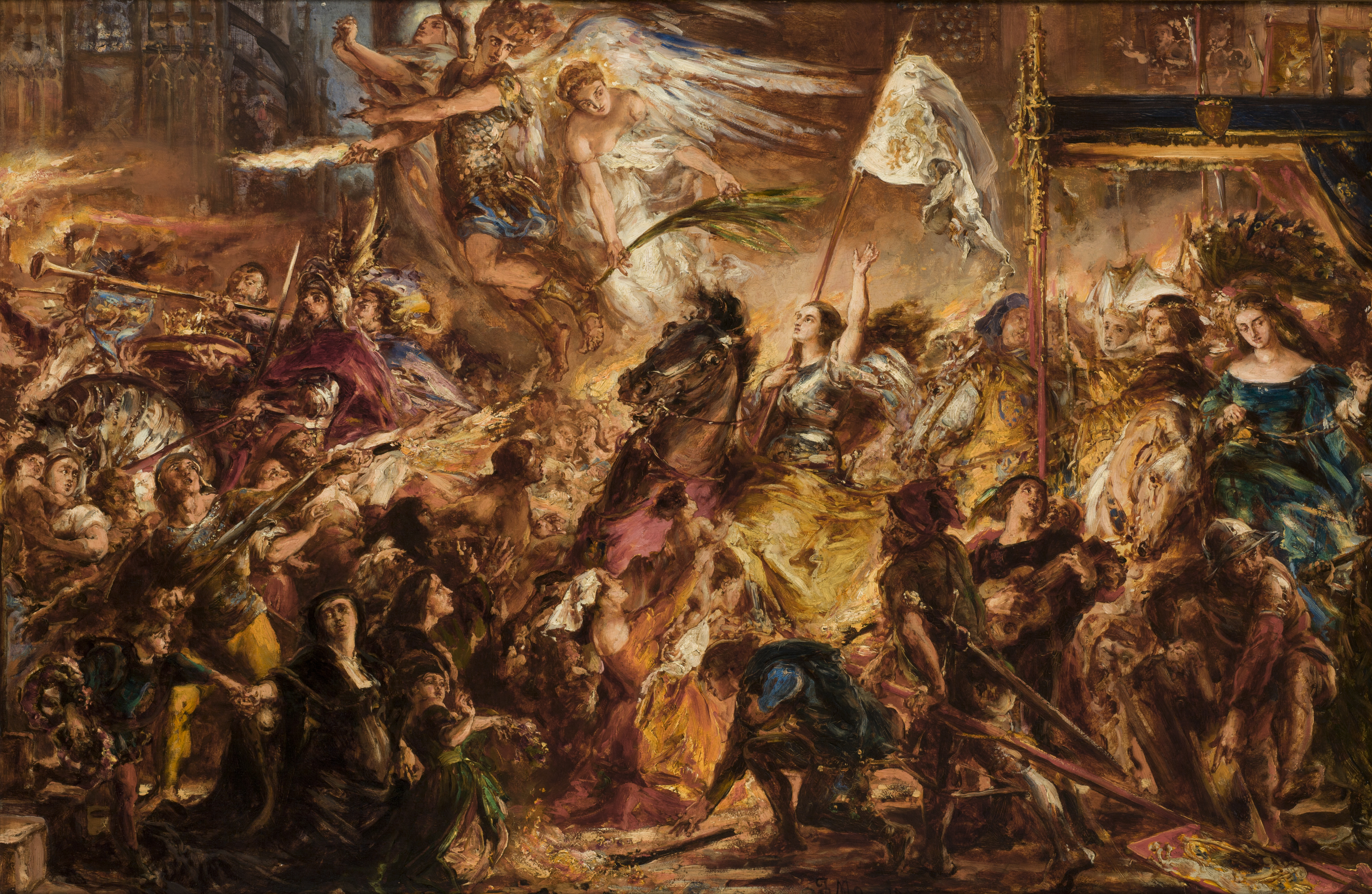
Jan Matejko, Dziewica Orleańska, 1886

Joanna d’Arc przeciwstawiła się ostrożnej strategii, praktykowanej dotąd przez francuskich dowódców. Podczas pięciu miesięcy oblężenia, poprzedzających jej przyjazd, obrońcy Orleanu próbowali podjąć tylko jeden agresywny atak, który zakończył się klęską. 4 maja przybycie Joanny podniosło morale żołnierzy oblegających peryferyjną twierdzę Saint Loup, którą ponownie zaatakowali i zdobyli. 6 maja Joanna wraz z wojskami armaniackimi zdobyła drugą fortecę Saint Jean Le Blanc. Było to bezkrwawe zwycięstwo, bowiem okazało się, że forteca ta była całkowicie opuszczona. Następnego dnia na radzie wojennej Joanna przeciwstawiła się Janowi Orleańskiemu, dowódcy armii, żądając kolejnego ataku na przeciwnika. Jan Orleański, by nie dopuścić do bitwy, polecił zamknąć bramy miasta. W tej sytuacji Joanna z pomocą mieszczan oraz żołnierzy, zmusiła burmistrza do otwarcia bramy. Następnie wraz z oddziałami armaniackimi zdobyła twierdzę Saint Augustin. Wieczorem tego samego dnia dowiedziała się, że została wyłączona z rady wojennej, która nie mogła zaakceptować jej samowolnej decyzji. Pod jej nieobecność, podczas rady wojennej, przywódcy przed ponownym działaniem postanowili poczekać na posiłki. Nie zważając na tę decyzję, Joanna d’Arc wciąż domagała się niezwłocznego ataku na angielską twierdzę zwaną „les Tourells”. W dniu 7 maja udało się jej przekonać radę wojenną do tego ogromnie ryzykownego ataku. Została uznana za bohaterkę swym heroicznym zaangażowaniem, po tym jak raniona w szyję przez łucznika powróciła na pole walki, by dodać odwagi żołnierzom podczas natarcia zakończonego zdobyciem „les Tourells”.
Nagłe zwycięstwo w Orleanie przekonało dowódców francuskich do zmiany taktyki akcji ofensywnych. Anglicy oczekiwali raczej próby odzyskania Paryża albo ataku na Normandię, natomiast w następstwie nieoczekiwanych zwycięstw Joanna d’Arc przekonała Karola VII, aby przyznał jej dowództwo nad armią księcia Jana II d’Alençon i udzielił jej królewskiej zgody na jej plan polegający na odbiciu pobliskich mostów wzdłuż Loary, jako preludium do marszu do Reims, leżące w przybliżeniu dwa razy dalej od Paryża i głęboko na terytorium wroga. Celem tej śmiałej propozycji Joanny d’Arc było doprowadzenie do koronacji Karola VII w Reims, zgodnie z tradycją.
Wojsko francuskie odzyskało Jargeau w dniu 12 czerwca, Meung-sur-Loire 15 czerwca, a Beaugency 17 czerwca. Książę d’Alençon zgadzał się na wszystkie propozycje Joanny d’Arc. Inni dowódcy, w tym Jan Orleański, byli pod wrażeniem tego, co Joanna pokazała podczas oblężenia Orleanu, i stali się jej stronnikami. Książę d’Alençon ponadto był jej wdzięczny za uratowanie życia w Jargeau, gdzie ostrzegła go o bliskim ataku artyleryjskim. W tej samej bitwie Joanna d’Arc otrzymała uderzenie kamienną kulą armatnią w swój hełm, podczas wspinaczki po drabinie na mury. Dla świadków zdarzenia było jasne, że tylko cudowna interwencja Boga uratowała ją od pewnej śmierci.
Spodziewane wsparcie dla wojsk angielskich, pod dowództwem sir Johna Fastolfa, przybyło na obszar walk 18 czerwca. Stoczoną bitwę pod Patay można uznać za przeciwieństwo bitwy spod Azincourt. Francuskie wojska zaatakowały, zanim angielscy łucznicy zakończyli przygotowania obronne. Pogrom, który nastąpił zmiótł główną część armii angielskiej. Większość dowódców została zabita lub schwytana. Fastolf uciekł z niewielką grupą żołnierzy i, obwiniony o klęskę, stał się kozłem ofiarnym angielskiego upokorzenia. Straty Francuzów były minimalne.
Zwycięska armia francuska wyruszyła do Reims z Gien-sur-Loire w dniu 29 czerwca i przyjęła warunkowe poddanie się Burgundczyków. Następnie, 3 lipca przejęła miasto Auxerre. Po drodze każde kolejne miasto poddawało się Francuzom bez stawiania oporu. Troyes, miejsce traktatu, który miał na celu wydziedziczenie Karola VII, skapitulowało po bezkrwawym czterodniowym oblężeniu. Przed osiągnięciem Troyes armii skończyła się praktycznie żywność. Edward Lucie-Smith przytacza to, co stało się później, jako przykład cudów, dokonujących się w obecności Joanny d’Arc. W tym czasie w Troyes przebywał wędrujący zakonnik brat Ryszard, głoszący nauki o końcu świata. Swymi naukami przekonał on mieszkańców do sadzenia upraw fasoli. Charakterystyczną cechą tej uprawy jest błyskawiczny wzrost. Wygłodniała armia przybyła dokładnie w czasie gdy fasola dojrzała i nadawała się do spożycia.
Reims otworzyło swe bramy dnia 16 lipca. Koronacja odbyła się następnego dnia rano, mimo że Joanna d’Arc i książę d’Alençon wzywali do szybkiego marszu na Paryż. Dwór królewski realizował jednak wynegocjowany rozejm z księciem Burgundii. Filip III Dobry jednak złamał umowę, wykorzystując ją jako taktykę blokującą, aby wzmocnić fortyfikacje obronne Paryża.
Wracając z Reims Francuzi maszerowali poprzez miasta znajdujące się w niedalekim sąsiedztwie Paryża i odbierali ich pokojową kapitulację. W międzyczasie książę Bedford, rządzący Anglią, przegrupował swe wojska i starł się z armią francuską 15 sierpnia. Bitwa była nierozstrzygnięta. Atak armii francuskiej na Paryż nastąpił 8 września. W tej walce Joanna d’Arc ponownie popisała się męstwem: mimo rany nogi odniesionej od kuszy, nadal przewodziła żołnierzom w ataku. Następnego dnia rano otrzymała królewski rozkaz wycofania się. Próba zdobycia Paryża zakończyła się niepowodzeniem. Większość historyków wini za to osobistego doradcę Karola VII, Georgesa de la Trémoille, którego obwinia się o błędy polityczne popełnione po koronacji.

### Schwytanie
Joanna d’Arc po drobnych działaniach wojennych w La Charité-sur-Loire w listopadzie i grudniu w 1429 r., w kwietniu 1430 udała się do Compiègne w celu obrony tego miasta przed oblężeniem angielskim i burgundzkim. Lekkomyślna potyczka z 3 maja 1430 r. doprowadziła do zdobycia Compiègne przez wrogie oddziały. Zarządzając odwrót, wzięła na siebie honorowo odpowiedzialność i jako ostatnia chciała opuścić pole walki. Burgundczycy otoczyli jej tylną straż, natomiast sama Joanna została namierzona przez łucznika. Początkowo odmówiła poddania się, lecz nie mając innego wyboru, skapitulowała.
Po próbie ucieczki została przeniesiona do burgundzkiego miasta Arras. Angielski rząd wykupił ją od księcia Burgundii Filipa III Dobrego. W negocjacjach przy wykupie i w późniejszym procesie znaczącą rolę odegrał biskup Pierre Cauchon.

### Proces

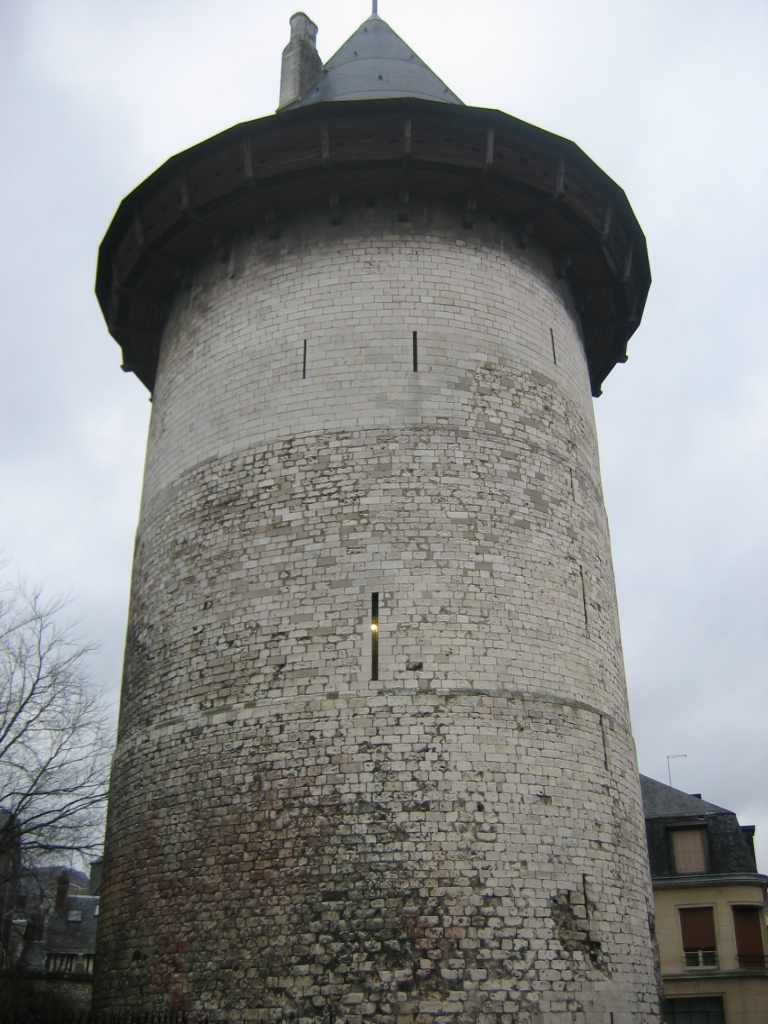
Wieża w Rouen, gdzie była więziona podczas procesu stała się znana jako wieża Joanny d’Arc. Podczas jednej z prób ucieczki Joanna wyskoczyła z innej wieży prawdopodobnie podobnej konstrukcji.

Wytoczony jej proces o herezję miał podłoże całkowicie polityczne. Książę Bedford panujący w Anglii domagał się tronu Francji dla swego bratanka Henryka VI. Joanna zaś była odpowiedzialna za koronację jego rywala Karola VII, więc potępienie jej było podkopaniem legalności władzy Karola VII. Postępowanie sądowe rozpoczęło się 9 stycznia 1431 r. w Rouen, gdzie znajdowała się siedziba angielskiego rządu.

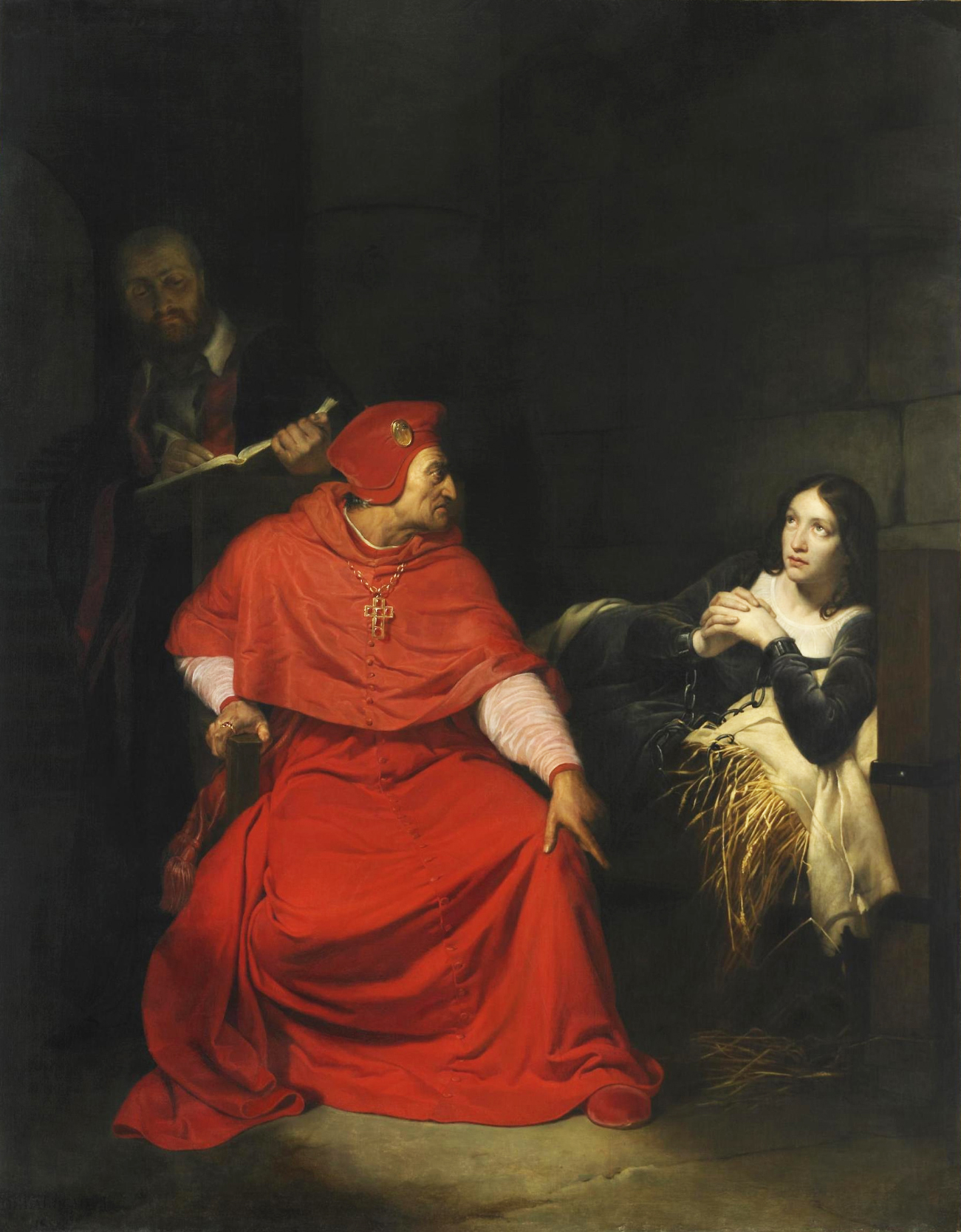
Joanna przesłuchiwana w celi przez kardynała Henryka Beauforta z Winchesteru

Kilka głównych nieprawidłowości procesu Joanny d’Arc:
- biskup Cauchon nie miał kompetencji do prowadzenia tego procesu[33],
- całość procesu została sfinansowana przez rząd angielski,
- notariusz kleru Nicolas Bailly zlecił zbieranie zeznań przeciwko Joannie, jednakże nie mógł znaleźć żadnych dowodów ją obciążających[34], a bez takich dowodów sąd nie miał podstawy do wszczęcia procesu,
- sąd naruszył również prawo kościelne, odmawiając Joannie prawa do radcy prawnego,
- po rozpoczęciu pierwszego publicznego przesłuchania Joanna d’Arc skarżyła się, że wszyscy obecni na procesie to angielscy stronnicy nastawieni wrogo w stosunku do niej, jej prośba o „duchownych ze strony francuskiej” została zignorowana[35].

Protokół z procesu ukazuje inteligencję Joanny d’Arc. Zapisem, który uzyskał największą sławę, jest próba dokładności rozumienia zagadnień teologicznych, której poddano Joannę: „Zapytana, czy wie, czy jest w Łasce Bożej odpowiedziała: „Jeżeli nie jestem, Bóg może mi jej udzielić, a jeżeli jestem, Bóg może mnie w niej utrzymać”. W tym pytaniu ukryta jest naukowa pułapka. Doktryna Kościoła utrzymywała, że nikt nie jest pewien, czy jest w Łasce Bożej. Gdyby odpowiedziała „tak”, byłaby skazana za herezję, gdyby zaś odpowiedziała „nie”, przyznałaby się do winy. Notariusz Boisguillaume potwierdził później, że w momencie, gdy sąd usłyszał odpowiedź, to: „ci, którzy ją przesłuchiwali, osłupieli ze zdumienia”. Dla George’a Bernarda Shawa ten dialog był tak przekonujący, że część jego sztuki „Saint Joan” jest dosłownym tłumaczeniem protokołu z procesu.
Kilku funkcjonariuszy sądu zeznało później, że część protokołu została zmieniona na niekorzyść Joanny d’Arc. Wielu duchownych służyło pod przymusem, w tym inkwizytor Jean Lemaitre. Anglicy nawet kilka razy grozili mu śmiercią. Zgodnie z inkwizytorskimi wytycznymi Joanna powinna być zamknięta w kościelnym więzieniu pod nadzorem kobiecej straży (np. sióstr zakonnych). Natomiast Anglicy zamknęli ją w świeckim więzieniu strzeżonym przez ich własnych żołnierzy. Biskup Cauchon nie pozwolił jej odwołać się do rady Soboru Florenckiego i papieża, który powinien przerwać to postępowanie. Dwanaście artykułów oskarżenia podsumowujących wyrok sądu pozostawało w sprzeczności z protokołem procesu. Pozwana będąca analfabetką podpisała dokument, który zawierał przyznanie się do winy, pod groźbą natychmiastowej egzekucji. Sąd natomiast zastąpił ten dokument innym w oficjalnym protokole.

### Egzekucja
Herezja była przestępstwem, za które groziła kara śmierci. Joanna zgodziła się podczas egzekucji mieć na sobie ubiór kobiety, jednak w więzieniu ciągle nosiła strój męski, jako obronę przed molestowaniem. Powodem tego mogło być również skradzenie jej damskiego ubioru.
24 maja odbyła się ostatnia scena procesu na cmentarzu St-Ouen, na którym urządzono dwa wzniesienia: jedno zajmowali sędziowie z biskupem, drugie Joanna, stos był już przygotowany. Joanna rzekła: „Poślijcie wiadomość o moim postępowaniu i moich odpowiedziach Ojcu Świętemu, któremu po Bogu najzupełniej się poddaję”. Odpowiedziano jej: „Papież daleko stąd mieszka i powinnaś się poddać biskupowi, który tu jego miejsce zajmuje”. Joanna milczała na trzykrotne wezwanie. Następnie przeczytano wyrok, po czym zaraz miała być wydana w ręce kata. Okłamano ją mówiąc, że jeżeli nie podpisze dokumentu, który jej podano trafi do piekła. Joanna jednakże, będąc analfabetką, nie rozumiała treści tego dokumentu, dlatego podpisała go znakiem krzyża. Dokument ten był dokumentem z dwunastoma punktami oskarżenia Joanny. Po tym jak Joanna rzekomo przyznała się do winy, egzekucję wstrzymano. Biskup zdjął z niej ekskomunikę, lecz skazał na dożywotnie więzienie, aby mogła odpokutować popełnione grzechy. Poprowadzono ją do poprzedniego więzienia. Dnia 27 maja biskupowi doniesiono, że Joanna znowu nałożyła ubranie męskie. Biskup udał się do więzienia i zastał Joannę siedzącą w ubraniu męskim i zalaną łzami. Rozegrał się pomiędzy nimi następujący dialog:
Biskup zapytał: „Dlaczego nałożyłaś suknie męskie?”
Joanna odpowiedziała: „Bo uważam to za właściwe, dopóki się znajduję między mężczyznami”.
Biskup: „Czy znowu ci się ukazują twoi święci?”
Joanna: „Powiedzieli mi, że źle postąpiłam, zapierając się swego posłannictwa, lecz nie rozumiałam, co dokument ów zawierał”.
Biskup: „Wierzysz zatem, że te głosy od Boga pochodzą?”.
Joanna: „Istotnie pochodzą one od Boga”.
Sprawa Joanny wróciła do poprzedniego stanu. Biskup, wychodząc z więzienia, powiedział do Anglików: „skończona z nią sprawa”..
30 maja 1431 r. był ostatnim dniem życia Joanny. Rankiem wyspowiadała się i przyjęła Komunię Świętą. Około 9 godziny wyruszono na wielki rynek rybny, gdzie był już ułożony wysoki stos. Świadkowie tak opisują scenę egzekucji: przywiązana do wysokiego słupa w Vieux-Marché w Rouen poprosiła dwóch księży, księdza Martina Ludvenu i księdza Isabarta de la Pierre, aby trzymali przed nią krucyfiks. Jeden z chłopów wykonał również mały krzyż, który zawiesiła na przedzie sukni. W milczeniu wysłuchała wyroku, potem głośno przebaczyła swoim nieprzyjaciołom, prosiła obecnych, aby się za nią modlili, i dodała: „głosy moje od Boga pochodziły i wszystko, co czyniłam, było z rozkazu Bożego”; skonała w płomieniach, wymawiając imię Jezusa. Kat Geoffroy Thérage później powiedział, że „bardzo boi się, że zostanie potępiony”.
Po tym jak jej ciało uległo spaleniu, Anglicy zagrabili pozostałe po niej zwęglone szczątki i ukazali ludziom, tak by nikt nie twierdził, że uciekła żywa. Następnie spalili je jeszcze raz, tak by uniemożliwić ludziom gromadzenie jej relikwii. Potem Anglicy pozostałe popioły wrzucili do Sekwany.

## Rewizja procesu
Pośmiertna rewizja procesu została rozpoczęta po zakończeniu wojny stuletniej. Na wniosek inkwizytora generalnego Johana Bréhala i matki Joanny Isabelle Romée papież Kalikst III upoważnił to postępowanie znane również jako „proces unieważniający”. Celem dochodzenia było zbadanie, czy proces i wyrok potępiający Joannę d’Arc były sprawiedliwe i zgodne z prawem kanonicznym. Dochodzenie rozpoczęły badania kapłana Guillaume’a Bouillé. Bréhal zaś prowadził dochodzenie w roku 1452. Formalne odwołanie wyroku nastąpiło w listopadzie 1455. Proces apelacyjny zgromadził duchowieństwo z całej Europy i badał standardy postępowania sądowego. Zespół teologów przeanalizował zeznania 115 świadków. Bréhal sporządził ostateczne podsumowanie w czerwcu 1456, w którym Joannę d’Arc opisuje jako męczennicę i oskarża o herezję zmarłego biskupa Pierre’a Cauchon za skazanie niewinnej kobiety w akcie zemsty. Trybunał orzekł jej niewinność 7 lipca 1456.

## Ubranie

Joanna d’Arc na koronacji Karola VII

Joanna d’Arc nosiła ubranie męskie od jej wyjazdu z Vaucouleurs do swego procesu w Rouen. Ta kwestia wywołała wątpliwości natury teologicznej w jej własnej epoce, jak również spowodowała liczne kontrowersje w XX wieku. Noszenie ubrania męskiego, a przez to naruszenie biblijnego prawa o odzieży, było również powodem jej egzekucji. Proces unieważniający oddalił te zarzuty, gdyż proces potępiający Joannę nie wziął pod uwagę wyjątków doktrynalnych w tej kwestii. Uznano, że było jej wolno ukryć się w trakcie podróży przez terytorium wroga i mogła nosić pancerz podczas bitwy. Duchowni zeznający podczas jej procesu rehabilitacyjnego potwierdzili, że Joanna nosiła odzież męską w więzieniu, co chroniło ją przed gwałtem i molestowaniem.
Duchowni podczas procesu rehabilitacyjnego zaakceptowali jej zachowanie. Stwierdzili, że jeżeli miała do wykonania pracę przeznaczoną dla mężczyzny, musiała też ubierać się jak mężczyzna.

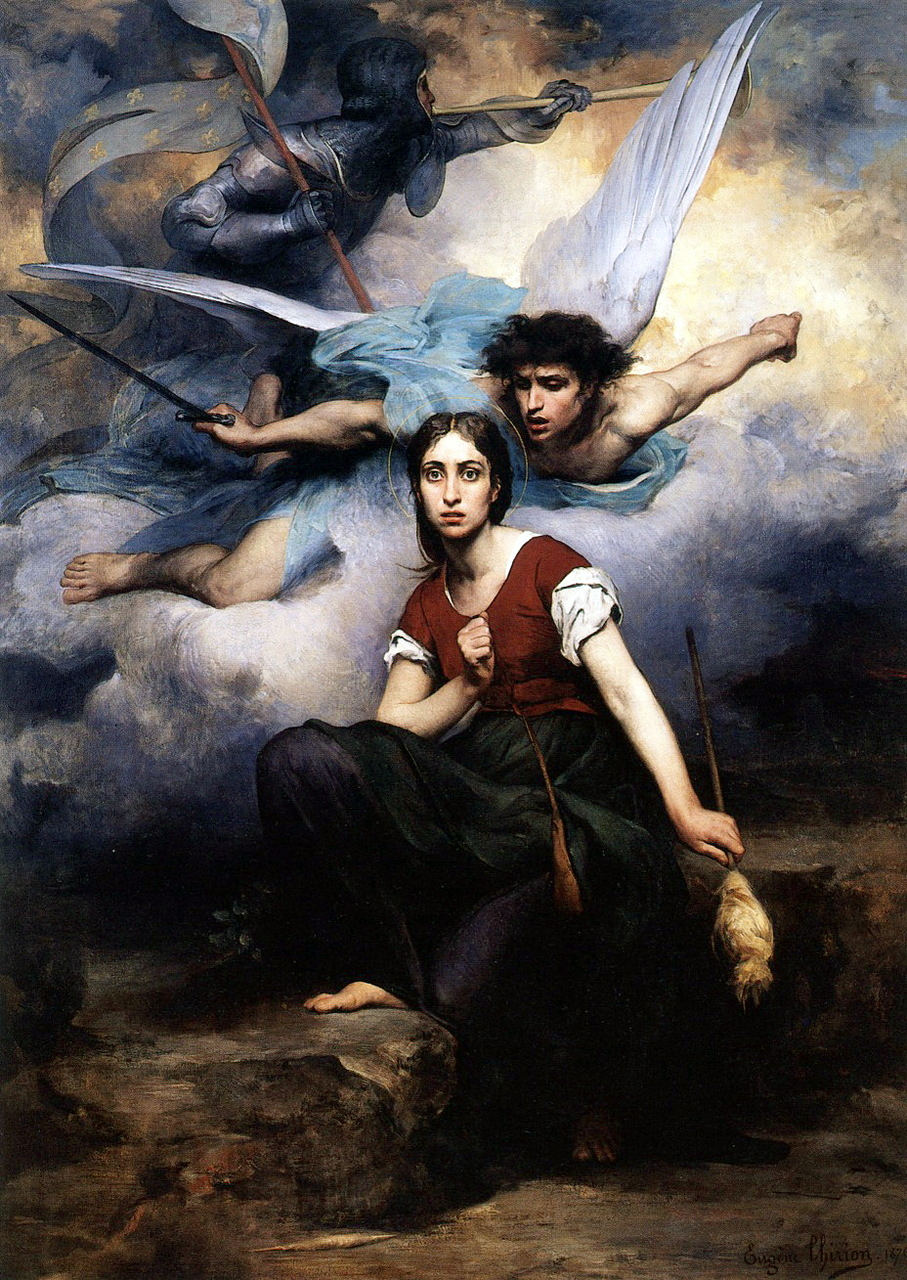
Joanna d’Arc otrzymuje posłannictwo od świętego Michała Archanioła

## Widzenia
Widzenia religijne, które miała Joanna d‘Arc, wywołują duże zainteresowanie wśród ludzi. Joanna jako źródło swych objawień wymienia świętą Małgorzatę, święta Katarzynę i świętego Michała Archanioła.
Joanna d’Arc prawdopodobnie nie miała żadnych z zaburzeń funkcji poznawczych, które towarzyszą chorobom psychicznym. Jej umysł pozostał bystry do końca życia i w protokole z procesu rehabilitacyjnego często znajdujemy słowa zachwytu nad jej mądrością: „Często sędziowie przeskakiwali z jednego pytania na drugie, zmieniając temat, lecz niezależnie od tego odpowiadała ona roztropnie i dała dowód doskonałej pamięci”.
Jedynym źródłem wiedzy o widzeniach Joanny d’Arc są jej własne zeznania złożone przed sędziami w Rouen. Opowiada ona, że w trzynastym roku życia (1425) pierwszy raz usłyszała, jak Bóg ją powoływał. Głos dał się jej słyszeć z prawej strony, od kościoła, i jednocześnie ukazała się wielka jasność. Z początku przelękła się, lecz później nabrała spokoju, przekonawszy się, że to był głos dobry. Za trzecim razem dowiedziała się, że był to głos archanioła Michała, otoczonego zastępem aniołów. „Widziałam ich oczyma ciała, tak samo jak was widzę [mówiła do sędziów]; płakałam, kiedy się oddalali, i pragnęłam, aby mnie z sobą zabrali”. Anioł z początku przygotowywał ją do spełnienia posłannictwa, zaleciwszy, aby dobrze postępowała, chodziła do kościoła i była uległą córką, a Bóg jej dopomoże. Archanioł Michał wyszeptał jej również: „Bóg, miłując Francję, każe ci udać się tam i spełnić powinność. Przez kobietę rozwiązłą i niegodną (Izabela Bawarska, królowa Francji, która za króla uznała nie prawowitego następcę tronu, Karola VII, a Henryka VI, pana Anglii) ginie Francja. Tylko czysta dziewica może ją ocalić z Boską pomocą”. Dopiero w następnych widzeniach Michał Archanioł objawił Joannie, że uda się ona do Francji na pomoc królowi i że św. Katarzyna i św. Małgorzata powiedzą jej, co w tym celu czynić należy.
Odtąd ukazują się Joannie obie te święte i kierują nią. Joanna o swoich widzeniach nikomu nie wspominała, obawiając się i Burgundczyków, i oporu ze strony ojca. Coraz częściej głosy przemawiały do niej, niekiedy po dwa i trzy razy na tydzień, mówiąc, że powinna pójść do Francji, a na końcu wyraźnie jej polecając, aby udała się do Vaucouleurs, miasta pobliskiego, gdzie otrzyma zbrojnych przewodników od tamtejszego dowódcy Roberta de Baudricourt.

## Rehabilitacja
Philippe-Alexandre Le Brun de Charmettes był pierwszym historykiem, który napisał całą historię Joanny d’Arc w roku 1817, starając się przywrócić imię jej rodzinie, które popadło w niełaskę z powodu oskarżeń o herezję. Jego zainteresowanie życiem Joanny przyszło w momencie, gdy Francja wciąż usiłowała ustalić swą tożsamość po Rewolucji i wojnach napoleońskich. Naród francuski szukał wtedy bohaterów niewzbudzających kontrowersji. Joanna d’Arc była symbolem Francji, który wszyscy gotowi byli zaakceptować. Jako patriotka i córka ubogich ludzi stała się wzorem dla nisko urodzonych ochotników, walczących dla rewolucyjnej Francji w 1802 roku. Jako męczennica za wiarę była też bardzo popularna w Kościele katolickim. Stała się symbolem jedności narodowej Francji i jej walki o niepodległość.

## Zakończenie wojny stuletniej i podsumowanie
Po śmierci Joanny d’Arc wojna stuletnia trwała jeszcze 22 lata. Karol VII wciąż uznawany był za króla Francji pomimo koronacji jego rywala Henryka VI w grudniu 1431 roku, w jego dziesiąte urodziny. Zanim Anglia zdołała odbudować swą militarną przewagę, Francja utraciła sojusz z Burgundczykami w traktacie z Arras w roku 1435. Rządzący Anglią książę Bedford zmarł w tym samym roku i Henryk VI został najmłodszym królem Anglii. Jego słabe przywództwo było prawdopodobnie najważniejszym czynnikiem zakończenia konfliktu angielsko-francuskiego. Taktyka stosowana przez Joannę d’Arc, polegająca na agresywnym użyciu artylerii i frontalnym ataku, w dużej mierze wpłynęła na styl prowadzenia wojny przez Francuzów aż do końca wojny stuletniej.
Sama Joanna d‘Arc stała się legendą na kolejne 4 wieki. Podstawowym źródłem informacji o jej życiu są kroniki. Pięć oryginalnych rękopisów opisujących wyrok potępiający Joannę zostało znalezionych w XIX wieku w starych archiwach. Historycy wkrótce również odnaleźli kompletny zapis jej procesu rehabilitacyjnego, zawierający zeznania pod przysięgą 115 świadków oraz notatki w języku łacińskim sądowego protokołu potępiającego. Pojawiły się również różne listy, którym przypisuje się autorstwo Joanny d’Arc. Trzy z nich noszą podpis „Jehanne” uczyniony niepewną ręką osoby uczącej się pisać. To niezwykłe bogactwo materiałów źródłowych jest jednym z powodów, dla których historyk Kelly DeVigures mówi: „Żaden z ludzi Średniowiecza, mężczyzna czy kobieta, nie był przedmiotem tak wnikliwej analizy.”
Joanna d’Arc poprzez ofiarę swego życia stała się znana całej Francji. Francuscy i angielscy królowie nieustannie usprawiedliwiali trwanie wojny stuletniej różnicami w interpretacji liczącego sobie tysiąc lat prawa salickiego, co powodowało coraz większe niezadowolenie francuskiego społeczeństwa. Uczucia panujące wśród Francuzów żyjących w owym czasie oddaje Stephana Richey mówiąc: „Joanna d’Arc obróciła to, co było suchą dynastyczną pyskówką, pozostawiającą obojętnie zwykłych ludzi ich własnym cierpieniom, w pasjonującą wojnę o wyzwolenie narodowe”. Richey również zauważa wielkość późniejszego oddziaływania Joanny d’Arc i najlepiej streszcza wielkość jej osoby: „Ludzie, którzy poszli za jej przykładem pięć wieków po jej śmierci, starali się być dokładnie tacy jak ona: wielka fanatyczka, duchowa mistyczka, narzędzie w ręku Stwórcy, ikona współcześnie popularnego nacjonalizmu, adorowana bohaterka, święta. Była niezłomna w swej pewności, że jest kierowana przez Boga nawet, gdy grożono jej torturami i stanęła oko w oko ze śmiercią przez spalenie na stosie. Czy słyszała głos Boga, czy nie, nie jest już istotnym, gdyż historia jej życia pozostawia każdego oniemiałym ze zdumienia.”

## Kultura

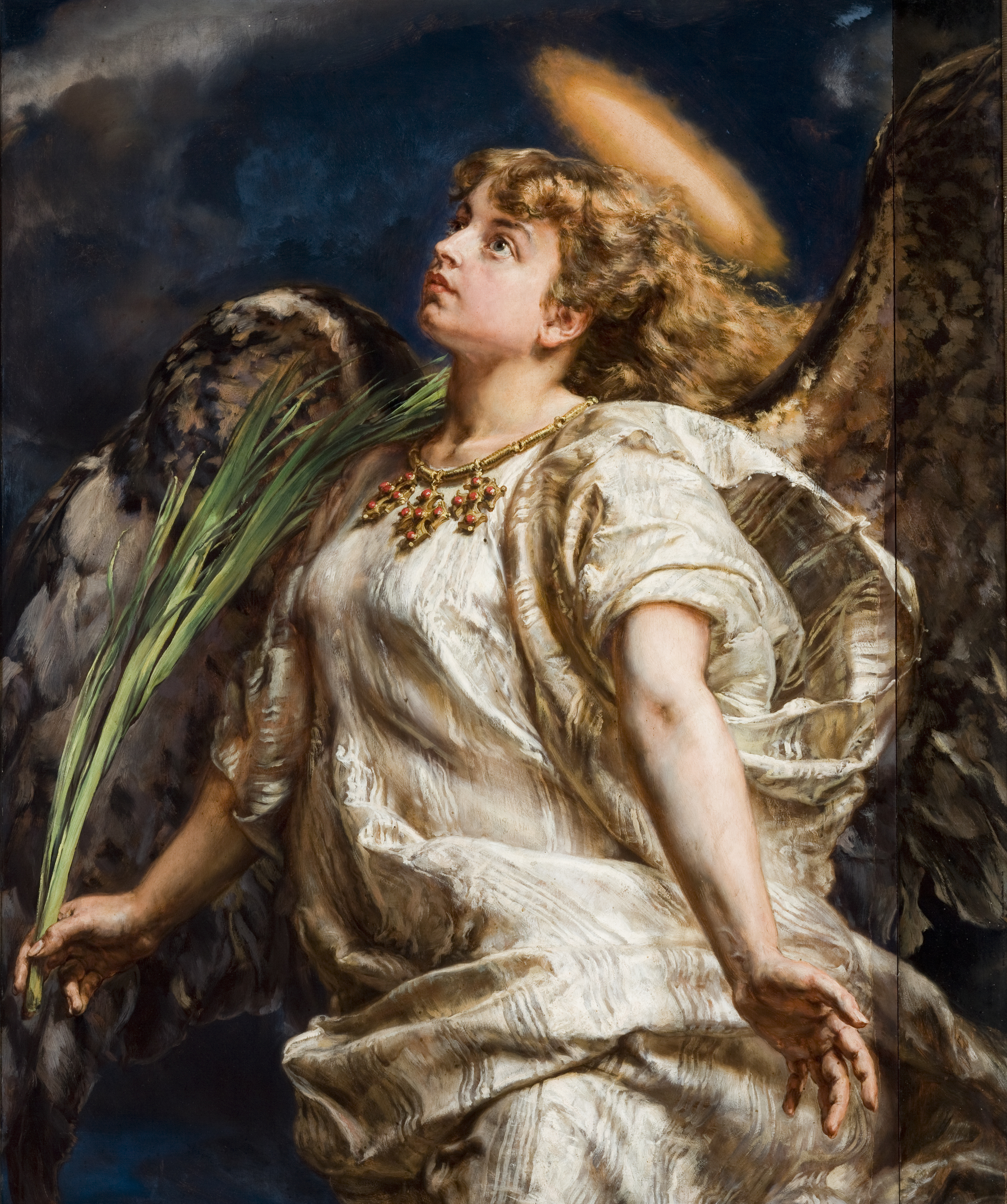
Jan Matejko, Pieśń – Studium do obrazu Joanny d’Arc, 1886, Muzeum Narodowe w Krakowie

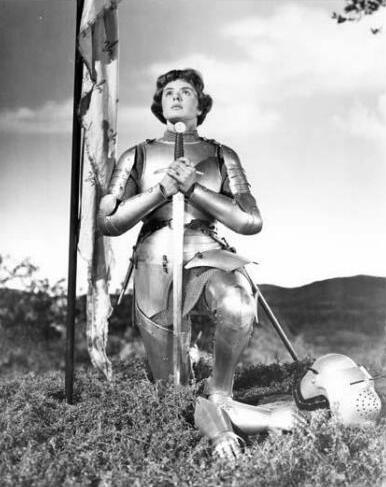
Ingrid Bergman jako Joanna d’Arc w filmie pod tym samym tytułem (1948)

### Teatr
- Joanna d’Arc – dramat liryczny Jules’a Barbiera z muzyką Charles’a Gounoda. W głównej roli wystąpiła Sarah Bernhardt[54]
- Proces Joanny d’Arc – dramat Émile’a Moreau z główną rolą Sarah Bernhardt z 1909[55]
- Joanna z Lotaryngii – sztuka Maxwella Andersona z Ingrid Bergman w roli głównej (wystawiana w sezonie 1946–1947)[56]

### Muzyka
- Joanna d’Arc – opera Giuseppe Verdiego z 1845 roku
- Joan of Arc - Powerwolf
- Bigmouth strikes again – The Smiths, wspomniana w refrenie [...now I know how Joan of Arc felt ]
- Joan of Arc – Leonard Cohen

### Filmy
- Joanna d’Arc (ang. The Messenger: The Story of Joan of Arc) – film Luca Bessona z 1999
- Joanna d’Arc (ang. Joan of Arc) – film tv Christiana Duguaya z 1999
- Joanna d’Arc (ang. Joan of Arc) – film Victora Fleminga z 1948[57]
- Joanna d’Arc (fr. Jeanne d’Arc) – film Georges’a Mélièsa z 1900
- Męczeństwo Joanny d’Arc – film Carla Theodora Dreyera
- Proces Joanny d'Arc – film Roberta Bressona

### Seriale
- Fate/Apocrypha(inne języki)- japoński serial z 2017 roku[58]
- Joanna d'Arc pojawia się jako jedna z klonów postaci historycznych w amerykańskim serialu komediowym science fiction dla dorosłych Clone High

### Gry komputerowe
- Joanna d’Arc, wydana 6 lutego 2004 roku przez Enlight Software[59]
- Wiedźmin 2: Zabójcy królów, prawdopodobnie Saskia Smokobójczyni, nazywana też Dziewicą z Aedirn, była inspirowana Joanną d’Arc[60]
- W grze sieciowej multiplayer „Blood of Steel” Joanna występuje jako jedna z grywalnych postaci[61]

### Obiekty nazwane jej imieniem
- Półwysep Joanny d’Arc (fr. presqu'île Jeanne d'Arc) - półwysep na Wyspie Kerguelena
- Port-Jeanne-d'Arc - stacja wielorybnicza na Wyspie Kerguelena
- Jeanne d’Arc (1899), Jeanne d’Arc (1930), Jeanne d’Arc (1961) - okręty wojenne